# (2851) Harbin
(2851) Harbin est un astéroïde de la ceinture principale.

## Description
(2851) Harbin est un astéroïde de la ceinture principale. Il fut découvert le 30 octobre 1978 à Nanking par l'observatoire de la Montagne Pourpre. Il présente une orbite caractérisée par un demi-grand axe de 2,48 UA, une excentricité de 0,12 et une inclinaison de 8,5° par rapport à l'écliptique.

## Compléments